# Chrysometa flavicans
Chrysometa flavicans este o specie de păianjeni din genul Chrysometa, familia Tetragnathidae. A fost descrisă pentru prima dată de Caporiacco, 1947. Conform Catalogue of Life specia Chrysometa flavicans nu are subspecii cunoscute.